# Йоркская шоколадная кошка
Йо́ркская шокола́дная ко́шка — искусственно выведенная порода кошек, признанная WCF.

## История возникновения породы
Порода была выведена в 1983 году в Нью-Йорке в Соединённых Штатах Америки американкой Джанет Чифари (Janet Chifari). Джанет не была селекционером, и новая порода была выведена случайно.
Среди котят её длинношёрстной кошки появился котенок (кошка) с шоколадным окрасом. Позже у этой шоколадной кошки появились свои котята, среди которых оказался снова один шоколадный, но уже кот. Затем Джанет свела их, и постепенно вывела новую породу.
Знакомый ветеринар познакомил Джанет с Нэнси Белсер, судьей CFF. Она посоветовала Джанет принять участие в выставке, тем самым показав миру новую породу. К 1992 году несколько фелинологических ассоциаций официально признали «йоркскую шоколадную кошку». А в 1997 году популярность йорков возросла настолько, что во всем мире появилось более 20 питомников йорков.
Достоверно неизвестно, в результате скрещивания каких пород кошек появилась эта порода. Есть мнение[чьё?], что в скрещивании принимали участие сиамские и персидские кошки и коты.
Йорки остаются довольно редкой породой кошек. Некоторые крупные кошачьи организации так и не признали эту породу. А заводчики продолжают работать над йорками, каждый год улучшая внешний вид и качества породы.

## Описание породы
Представители этой породы кошек — длинношёрстные, окрас — ровный шоколадный, ровный лиловый или со смешением этих цветов. Вес этих взрослых котов и кошек обычно не превышает 7-8 килограммов.
В раннем возрасте у котят могут быть пятна и полоски различных цветов, однако со взрослением они исчезают.

## Источник
1. ↑  Йоркская шоколадная кошка. Дата обращения: 25 июля 2008. Архивировано 16 сентября 2008 года.
2. 1 2  🐱 York Chocolate - Сat Breed Information, Photo, Care, History (англ.). Fello.pet (19 августа 2022). Дата обращения: 16 сентября 2023. Архивировано 2 октября 2023 года.